# Minami Uwano
Minami Uwano (上野 みなみ, Uwano Minami) née le 18 mai 1991 à Hachinohe, est une coureuse cycliste japonaise. Elle est notamment médaillée d'argent de la course aux points aux championnats du monde de 2015.

## Palmarès

### Championnats du monde
- 2009
  -  Médaillée de bronze de la course aux points juniors
- Apeldoorn 2011
  - 4e de la course aux points
- Melbourne 2012
  - 12e de la poursuite par équipes
  - 20e de la poursuite individuelle
- Saint-Quentin-en-Yvelines 2015
  -  Médaillée d'argent de la course aux points
- Londres 2016
  - 11e du scratch
  - 13e de la poursuite individuelle
  - 13e de la course aux points
- Hong Kong 2017
  - 11e de la poursuite par équipes[1]
  - 21e du scratch[2]
  - 22e de la course aux points[3]

### Coupe du monde
- 2016-2017
  - 2e du scratch à Glasgow
  - 2e de la course aux points à Apeldoorn

### Championnats d'Asie
- 2011
  -  Médaillée de bronze de l'omnium
- 2013
  -  Médaillée de bronze de la poursuite par équipes
  -  Médaillée d'argent de la course aux points
  -  Médaillée de bronze de l'omnium
- 2015
  -  Médaillée de bronze de la poursuite par équipes
- Izu 2016
  -  Médaillé d'argent de la poursuite par équipes
  -  Médaillée de bronze de la course aux points

### Championnats nationaux
- Championne du Japon de la course aux points en 2014

## Palmarès sur route
- 2011
  - 4e du championnat d'Asie du contre-la-montre
  - 10e du championnat d'Asie sur route
- 2012
  -  Médaillée d'argent du championnat d'Asie du contre-la-montre
- 2013
  -  Médaillée d'argent du championnat d'Asie du contre-la-montre